# Ptichodis immunis
Ptichodis immunis là một loài bướm đêm trong họ Erebidae.